# Макије (Катанцаро)
Макије је насеље у Италији у округу Катанцаро, региону Калабрија.
Према процени из 2011. у насељу је живело 44 становника. Насеље се налази на надморској висини од 779 м.